# ماركوس جالبيرين
ماركوس جالبيرين (بالإسبانية: Marcos Galperín)‏ مواليد 31 أكتوبر 1971 في بوينس آيرس، هو رجل أعمال أرجنتيني ، يُعرف بالشريك المؤسس والرئيس والمدير التنفيذي لشركة MercadoLibre.com.

## الحياة الشخصية
ولد ماركوس جالبيرين في بوينس آيرس ، الأرجنتين ، لعائلة ثرية ، أصحاب SADESA ، واحدة من أكبر شركات الجلود في العالم. التحق بمدرسة Saint Andrew's Scots في أوليفوس. في عام 1990 ، بعد تخرجه من المدرسة الثانوية ، سافر إلى الولايات المتحدة لدراسة التمويل في كلية وارتون لإدارة الأعمال بجامعة بنسلفانيا. هناك ، أصبح صديقًا لخوسيه إستنسورو ، نجل رئيس واي بي إف. في عام 1994 ، انضم إلى هذه الشركة عندما أنهى دراسته الجامعية وعاد إلى الأرجنتين.
في عام 1997 ، عاد إلى الولايات المتحدة والتحق بكلية الأعمال العليا في ستانفورد ، وفي عام 1999 حصل على شهادة البكالوريوس في إدارة الأعمال.